# Філадельфія (Теннессі)
Філадельфія (англ. Philadelphia) — місто (англ. city) в США, в окрузі Лаудон штату Теннессі. Населення — 607 осіб (2020).

## Географія
Філадельфія розташована за координатами 35°40′44″ пн. ш. 84°23′59″ зх. д. / 35.67889° пн. ш. 84.39972° зх. д. (35.678914, -84.399778).  За даними Бюро перепису населення США в 2010 році місто мало площу 4,14 км², уся площа — суходіл.

## Демографія
Згідно з переписом 2010 року, у місті мешкало 656 осіб у 227 домогосподарствах у складі 165 родин. Густота населення становила 159 осіб/км².  Було 270 помешкань (65/км²).
Расовий склад населення:
| - 91,9 % — білих - 2,6 % — чорних або афроамериканців - 0,6 % — корінних американців - 0,5 % — вихідців з тихоокеанських островів - 2,0 % — осіб інших рас |

До двох чи більше рас належало 2,4 %. Частка іспаномовних становила 7,0 % від усіх жителів.
За віковим діапазоном населення розподілялося таким чином: 30,0 % — особи молодші 18 років, 58,7 % — особи у віці 18—64 років, 11,3 % — особи у віці 65 років та старші. Медіана віку мешканця становила 34,9 року. На 100 осіб жіночої статі у місті припадало 96,4 чоловіків;  на 100 жінок у віці від 18 років та старших — 95,3 чоловіків також старших 18 років.
Середній дохід на одне домашнє господарство  становив 46 629 доларів США (медіана — 32 788), а середній дохід на одну сім'ю — 51 648 доларів (медіана — 35 469). Медіана доходів становила 28 690 доларів для чоловіків та 24 500 доларів для жінок. За межею бідності перебувало 33,4 % осіб, у тому числі 27,9 % дітей у віці до 18 років та 12,3 % осіб у віці 65 років та старших.
Цивільне працевлаштоване населення становило 375 осіб. Основні галузі зайнятості: виробництво — 29,9 %, роздрібна торгівля — 24,8 %, освіта, охорона здоров'я та соціальна допомога — 13,6 %, мистецтво, розваги та відпочинок — 6,1 %.